# Туктамишева Єлизавета Сергіївна
Єлизаве́та Сергі́ївна Туктами́шева (рос. Елизавета Сергеевна Туктамышева; народ. 17 грудня 1996, Глазов, Росія) — російська фігуристка, що виступає в одиночному катанні. Чемпіонка світу 2015 року, срібна призерка чемпіонату світу 2021 року. Чемпіонка Європи 2015 року, бронзова призерка чемпіонату Європи 2013 року. Чемпіонка командного чемпіонату світу 2021 року, срібна призерка командного світового чемпіонату 2015 року та бронзова призерка 2019 року. Переможниця фіналу Гран-прі сезону 2014/2015 років та бронзова призерка 2018/2019 років. Чемпіонка росії 2013 року. Чемпіонка зимових юнацьких Олімпійських ігор 2012 року. Срібна призерка чемпіонату світу серед юніорів 2011 року. Срібна призерка фіналу Гран-прі 2010 року серед юніорів.
Станом на 16 березня 2023 року посідає 24-те місце в рейтингу Міжнародного союзу ковзанярів.

## Кар'єра
Єлизавета почала кататись на ковзанах з 5 років. Її першою тренеркою була Світлана Веретенникова.
У 2006 році на змаганнях в Бєлгороді її помітив відомий тренер Олексій Мішин, але спочатку не хотів запрошувати Єлизавету до своєї команди. Через рік, він знову побачив її та запропонував переїхати до Санкт-Петербургу для стажування. Оскільки родина Туктамишевої не мала можливості переїхати до великого міста, наступні п'ять років фігуристка, тренуючись у Глазові у Світлани Веретенникової, кожні два тижня їздила до Санкт-Петербургу тренуватися у Мішина. Восени 2011 року Туктамишева з матір'ю та молодшою сестрою переїхала до Санкт-Петербургу на постійне проживання.
В 2009 році Туктамишева посіла друге місце на дорослому Чемпіонаті Росії, програвши своїй супротивниці Аделіні Сотниковій усього 0,78 балів.

### Сезон 2010–2011
На Чемпіонаті Росії 2010 року отримала бронзову медаль. На Чемпіонаті світу серед юніорів 2011 року посіла друге місце.

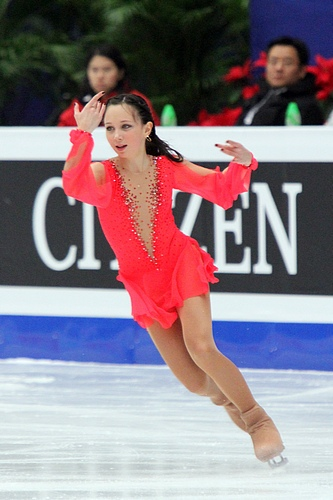
Туктамишева в сезоні 2010-2011

### Сезони 2011–2014
Олімпійський сезон фігуристка розпочала непогано, посівши третє місце на турнірі у Фінляндії. Але на Чемпіонаті Росії 2014 року посіла лише 10 місце, через що не змогла поїхати на Європейський Чемпіонат та Олімпійські ігри.

### Сезон 2014–2015
Через деякий час виграла турнір Небельхорн у Німеччині. Потім стала першою на турнірі у Фінляндії. Через тиждень після цього здобула перемогу на Кубку Ніцци. Через тиждень після Кубка Ніцци виступила на етапі Гран-прі «Кубок Америки» в Чикаго, де лідирувала після короткої програми, але, програвши довільну програму Олені Радіоновій, стала другою. На етапі Гран-прі з фігурного катання в Китаї здобула перемогу. Практично безпомилково виконавши коротку програму, програла Юлії Липницькій, посівши друге місце. Довільну програму Туктамишева виконала чудово, показавши свій найкращий на той момент результат в довільній програмі –128,61. Через два тижні Туктамишева виступала на Кубкі Варшави у Польщі, де посіла перше місце. У фіналі Гран-прі в Барселоні перемогла і в короткій, і в довільній програмах. Стала другою російською спортсменкою, що перемогла у фіналі Гран-прі, після Ірини Слуцької.
На Чемпіонаті Європи в Стокгольмі посіла друге місце в короткій програмі, але змогла випередити Олену Радіонову в довільній програмі за сумою двох програм, та стати чемпіонкою Європи.

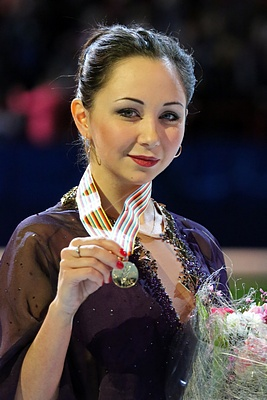
Туктамишева на Чемпіонаті Європи

Перемогла на Чемпіонаті світу 2015 року в Шанхаї.

### Сезон 2015–2016
Сезон 2015/2016 фігуристка розпочала у жовтні 2015 року, здобувши перемогу на Кубкі Ніцци. Наприкінці листопада виграла Кубок Варшави. На початку грудня посіла перше місце на турнірі в Хорватії. На Чемпіонаті Росії посіла лише 8-ме місце, через що не змогла потрапити на Чемпіонати Європи та світу.

### Сезон 2016-2017
Новий передолімпійський сезон розпочала у Німеччині, на турнірі Небельхорн, після короткої програми посіла перше місце, однак в результаті стала другою. В жовтні виступала в Фінляндії на турнірі Finlandia Trophy, де не попала у трійку призерів. В середині листопада взяла участь на своєму другому етапі Гран-прі в Пекіні. На початку грудня виступала в Хорватії, на турнірі Золотий коник Загребу, де посіла друге місце. Наприкінці місяця посіла восьме місце на Чемпіонаті Росії в Челябінську. На початку лютого виступала на фіналі Кубку Росії, де стала другою.

### Сезон 2017–2018
В вересні 2017 року фігуристка посіла шосте місце на Кубкі Ломбардії. На початку жовтня виступила на турнірі Finlandia Trophy, де отримала бронзову медаль. Через місяць виступала на китайському етапі серії Гран-прі в Пекіні, де посіла 7 місце. В листопаді посіла 9 місце на французькому етапі Гран-прі. Після етапів Гран-прі брала участь у турнірі CS Golden Spin of Zagreb 2017, де отримала бронзову медаль.

### Сезон 2018–2019
В вересні 2018 року перемогла з результатом 206,07 балів на Lombardia Trophy.
В грудні було оголошено, що Туктамишева була госпіталізована у зв'язку з пневмонією, через що не буде брати участь у Чемпіонаті Росії в Саранську.
За рішенням Федерації фігурного катання Росії фігуристка потрапила у список запасних для Чемпіонату світу 2019 року.

### Сезон 2020–2021
В жовтні 2020 року Єлизавета Туктамишева виступила на третьому етапі Кубку Росії в Сочі, де посіла третє місце.
В грудні 2020 року було оголошено, що Туктамишеву знімають з п'ятого етапу Кубка Росії через захворювання на COVID-19.
Після одужання виступила на Чемпіонаті Росії 2021 року. В короткій програмі посіла п'яте місце, а в довільній програмі – десяте.
На Чемпіонаті світу 2021 року у Стокгольмі отримала срібну медаль. На цих змаганнях Росія посіла весь п'єдестал – на першому місці опинилася Анна Щербакова, а на другому – Олександра Трусова. Успішний виступ дозволив російський команді отримати три квитки для російських фігуристок на зимові Олімпійські ігри-2022 року в Пекіні.
У квітні 2021 року в командному чемпіонаті світу в Осаці Туктамишева отримала 80,35 балів за коротку програму, а за довільну – 146,23 бали. Збірна Росії вперше в історії перемогла командний чемпіонат світу.

### Сезон 2021–2022
В вересні 2021 року Єлизавета взяла участь в першому етапі Кубка Росії з фігурного катання, що проходив у Сизрані. Там Туктамишева отримала  в сумі 220,07 балів за коротку та довільну програми, та посіла перше місце.
В турнірі Finlandia Trophy за коротку програму отримала 81,53 балів, за довільну – 151,77 балів. За дві програми в сумі отримала 233,30 балів, посівши друге місце. Разом з фігуритками Камілою Валієвою (перше місце) та Альоною Косторною (третє місце) російські фігуристки посіли весь п'єдестал у фінському Еспоо.
В жовтні 2021 року, попри проблеми з оформленням документів, Єлизавета Туктамишева прилетіла в Канаду для участі у другому етапі серії Гран-прі в Ванкувері. Там фігуристка посіла перше місце, отримавши в сумі 232,88 балів за обидві програми.
Наприкінці листопада взяла участь в шостому етапі серії Гран-прі Rostelecom Cup в Сочі, де з результатом у 80,10 балів посіла друге місце за коротку програму, в якій виконала потрійний аксель, каскад з потрійного лутца та потрійного тулупа, сольний потрійний фліп. В довільній програмі виконала два потрійних акселя: в каскадів з подвійним тулупом та сольний, при приземленні якого припустила єдину помилку в програмі. Крім того, спортсменка виконала потрійний лутц в каскаді з потрійним тулупом і ще чотири потрійні стрибки, та отримала 149,13 балів за довільну програму. За підсумками двох змагань отримала 229,23 бали та посіла друге місце.
В 2021 році Туктамишева двічі ставала другою на своїх етапах Гран-прі, та мала їхати на фінал серії, який мав відбутися з 9 по 12 грудня в японській Осаці. Але змагання не відбулося через закриття кордонів країни для іноземців, через ризик розповсюдження омікрон-варіанту коронавірусної інфекції.
В грудні виступила на Чемпіонаті Росії 2022 року. В короткій програмі посіла сьоме місце, а в довільній – шосте. За результатами двох змагань посіла сьоме місце, отримавши в сумі 224,40 балів за обидві програми.
Єлизавета Туктамишева була першою запасною на Олімпійські ігри-2022 в Пекіні. Вона провела збір з олімпійською командою в Красноярську, але пізніше повернулася до Санкт-Петербургу.

## Родина та особисте життя
Мати Туктамишевої була викладачем алгебри та геометрії в гімназії 67 Санкт-Петербургу, була класною керівничкою класу своєї доньки. Батько Єлизавети був лижником, пізніше став тренером футбольної команди. Помер в 2011 році. Туктамишева має сестру Євгенію, яка молодша за неї на 7 років. Євгенія спочатку також захоплювалася фігурним катанням, але пізніше зацікавилася та почала займатися бальними танцями.
1 вересня 2016 року стала студенткою НДУ ім. П.Ф. Лесгафта, а у 2020 році закінчила університет з червоним дипломом.
5 років зустрічалася з фігуристом Андрієм Лазукіним, але у лютому 2020 році пара розійшлася.
В березні 2020 року потрапила на обкладинку журналу Maxim Russia.
Вболіває за "Зеніт".

## Програми
| Сезон     | Коротка програма | Довільна програма | Показові номери |
| --------- | --- | --- | --- |
| 2022—2023 | - «Feeling Good» у виконанні Ніни Сімон. Хореограф-постановник Тетяна Прокоф'єва | - «Одиночество» Ігор Крутой. Хореограф-постановник Ілля Авербух | - «Freedom» Бейонсе |
| 2021—2022 | - «Freedom» Бейонсе. Хореограф-постановник Адам Шоя - «Oblivion» Астор П'яццола. Хореограф-постановник Ілля Авербух                                                                                     | - «Arabia» Ханин Эль Алам - «My love… Music» Артем Узунов. Хореограф-постановник Микита Михайлов | - «Satine’s Entrance» (з фільму «Мулен Руж!») у виконанні Карен Оліво - «Toxic» Брітні Спірс |
| 2020—2021 | - «Lovely» Біллі Айліш і Халид. Хореограф-постановник Микита Михайлов - «Спартак» Арам Хачатурян. Хореографи-постановники Анна Капелліні і Лука Ланотте                                                 | - «Хроніки механічного птаха» Бхіма Юнусов. Хореограф-постановник Юрій Смекалов | - «Destination Calabria» Алекс Гаудіно |
| 2019—2020 | - «Drumming Song» «Florence and the Machine». Хореографиня-постановниця Ше-Лінн Бурн - «Oblivion» Астор П'яццолла. Хореографиня-постановниця Ше-Лінн Бурн                                               | - «Caravan» The Hot Sardines. Хореографиня-постановниця Євгенія Грес - «You Don’t Love Me» Каро Емеральд - «Petite Fleur» The Hot Sardines - «Catgroove» Parov Stelar. Хореографиня-постановниця Тетяна Прокоф'єва                  | - «Shallow» (з фільму «Зірка народилася»). Хореограф-постановник Ілля Авербух - «Destination Calabria» Алекс Гаудіно |
| 2018—2019 | - «Assassin’s Tango» (з фільму «Містер і місіс Сміт») Джон Пауелл. Хореографиня-постановниця Тетяна Прокоф'єва                                                                                          | - «You Don’t Love Me» Каро Емеральд - «Petite Fleur» The Hot Sardines - «Catgroove» Parov Stelar. Хореографиня-постановниця Тетяна Прокоф'єва                                                                                       | - «Toxic» Брітні Спірс. Хореографиня-постановниця Тетяна Прокоф'єва |
| 2017—2018 | - «Pisando Flores» у виконанні Ара Малікяна. Хореограф-постановник Адам Шоя | - «Erinnerung» у виконанні Efim Jourist Quartett. Хореограф-постановник Адам Шоя | |
| 2016—2017 | - «Carmina Burana» Карл Орф (у виконанні Джеремі Олів). Хореограф-постановник Бенуа Рішо - Концерт для фортепіано з оркестром № 23 Вольфганг Амадей Моцарт. Хореографиня-постановниця Тетяна Прокоф'єва | - «Dance of the Sabres» Волкер Барбер - Музика з п'єси«Пер Гюнт»: Едвард Григ - «Solveig’s Song» - «В печері гірського короля». Хореограф-постановник Стефан Ламбель - «Клеопатра» Алекс Норт. Хореограф-постановник Емануель Сандю | - «Mambo Italiano» Жерар Дармон |
| 2015—2016 | - «Болеро» Моріс Равель. Хореографиня-постановниця Тетяна Прокоф'єва - «Карміна Бурана» Карл Орф. Хореограф-постановник Бенуа Рішо                                                                      | - «Dance of the Sabres» Волкер Барбер - Музика з п'єси «Пер Гюнт»: Едвард Григ - «Solveig’s Song» - «В печері гірського короля». Хореограф-постановник Стефан Ламбель                                                               | - «I Put a Spell on You» Джефф Бек feat. Джосс Стоун. Хореограф-постановник Стефан Ламбель |
| 2014—2015 | - «Болеро» Моріс Равель. Хореографиня-постановниця Тетяна Прокоф'єва | - «Batwannis Beek» R.E.G. Project - «Sandstorm» La Bionda | - «Get Low» Діллон Френсіс і DJ Snake - «Koop Island Blues» Koop - «Adios Nonino» Астор П'яццолла. Хореограф-постановник Стефан Ламбель |
| 2013—2014 | - «Adios Nonino» Астор П'яццолла. Хореограф-постановник Стефан Ламбель - «Gopher Mambo» Іма Сумак. Хореограф-постановник Джеффрі Баттл                                                                  | - «Malagueña» Ернесто Лекуона. Хореографи-постановники Тетяна Прокоф'єва і Антон Піменов | - «Adios Nonino» Астор П'яццолла. Хореограф-постановник Стефан Ламбель |
| 2012—2013 | - «Adios Nonino» Астор П'яццолла. Хореограф-постановник Стефан Ламбель - Музика з фільму «Історія кохання» Ле Франсіс. Хореограф-постановник Девід Вілсон                                               | - «Очі чорні» Хореограф-постановник Девід Вілсон | - «Bésame Mucho» (версія для піаніно і скрипки) - «Караван» (альбом «Mr.Bongo», 1998), Джек Констанцо - «Bésame Mucho» Мішель Петруччіані (альбом «Marvellous», 1994) - «Adios Nonino» Астор П'яццолла Хореограф-постановник Стефан Ламбель |
| 2011—2012 | - «Adios Nonino» Астор П'яццолла. Хореограф-постановник Стефан Ламбель | - «Bésame Mucho» (версія для піаніно і скрипки) - «Караван» (альбом «Mr.Bongo», 1998) Джек Констанцо - «Bésame Mucho» Мішель Петруччіані (альбом «Marvellous», 1994)                                                                | - «Harem» R.E.G. Project. Хореограф-постановник Георгій Ковтун |
| 2010—2011 | - «Harem» R.E.G. Project. Хореограф-постановник Георгій Ковтун | - «Астурия» Ісаак Альбеніс. Хореограф-постановник Георгій Ковтун | - «In The Closet» Майкл Джексон. Хореограф-постановник Георгій Ковтун - «Harem» R.E.G. Project. Хореограф-постановник Георгій Ковтун |
| 2009—2010 | - «Solveig’s Song» Едвард Григ. Хореограф-постановник Георгій Ковтун | - «Астурия» Ісаак Альбенис. Хореограф-постановник Георгій Ковтун | - «Solveig’s Song» Едвард Григ. Хореограф-постановник Георгій Ковтун |
| 2008—2009 | - «Циганський танець» (з балету «Дон Кіхот») Людвиг Мінкус | - Саундтрек до фільму «Мемуари гейши» Джон Вільямс | - «Циганський танець» (из балета «Дон Кихот») Людвиг Мінкус - «Жизель» Адольф Адан |
| 2007—2008 | - Музика з п'єси «Картинки з виставки» Мусоргський Модест | - «Лебедине озеро» Петро Чайковський | |